# Pillar Car Protector
Pillar Car Protectoren (PCP) sind aus einem ca. 30 mm starken Polypropylenschaum gefertigt und finden ihren Einsatzort meist in Parkhäusern. Die PCPs werden um Betonpfeiler gebunden und bieten so Schutz gegen Lackschäden und Beulen.
Der verwendete Grundstoff ist durch seine Struktur in der Lage, die auftretenden Kräfte wie bei einem Kissen abzufedern.
Ebenso ist das Material feuerhemmend nach DIN B1.
Die Höhe der PCPs beträgt meist 1,5 bis 2,0 m, kann aber je nach Standort und Einsatzgebiet abweichend sein.
Auf der äußeren Gewebeplane können Grafiken, Warnstreifen oder ein nachleuchtendes Feld aufgebracht werden, welches z. B. bei Dunkelheit den Weg zu den Ausgängen weist.